# Sarah Brightman
Sarah Brightman (ur. 14 sierpnia 1960 w Berkhamsted, Hertfordshire) – angielska sopranistka, aktorka, kompozytorka, autorka tekstów, dyrygentka, muzyk i tancerka.
Zadebiutowała jako dwunastolatka w sztuce teatralnej I and Albert. Będąc nastolatką występowała w grupach tanecznych Hot Gossip oraz Pan's People. Z tym pierwszym zespołem nagrała hit disco „I lost my heart to a starship trooper”. Światowy rozgłos przyniosły jej występy w musicalach oraz współpraca z Andrew Lloydem Webberem. Brightman ponadto współpracowała z producentem Frankiem Petersonem, twórcą Gregorian oraz współtwórcą pierwszego albumu grupy Enigma.

## Życiorys
Urodziła się w Berkhamsted w hrabstwie Hertfordshire w rodzinie Paula i Granville Brightmanów, jako najstarsza z szóstki dzieci. Jedna z jej sióstr, Amelia, także jest piosenkarką.
Od najmłodszych lat pobierała m.in. lekcje tańca (balet). Jako nastolatka próbowała sił w eliminacjach do londyńskiego Royal Ballet, ale została odrzucona. W 1981 roku Brightman wzięła udział w przesłuchaniach do nowej realizacji musicalu Koty, w którym otrzymała rolę Jemimy.
Podczas produkcji poznała twórcę spektaklu i swojego przyszłego męża, kompozytora Andrew Lloyda Webbera. Wcześniej jednak rozstała się ze swoim ówczesnym mężem, menedżerem muzycznym Andrew Grahamem Stewartem. Lloyd Webber również rozwiódł się ze swoją pierwszą żoną Sarah Hugill, by móc poślubić Brightman w 1984 roku. 
Artystka zyskała sławę dzięki udziałowi w kolejnych dziełach Lloyda Webbera takich jak musical Song and Dance czy msza żałobna Requiem skomponowana w 1986. Prawdziwy splendor nadszedł jednak dopiero wraz z rolą Christine Daaé w adaptacji The Phantom of the Opera (Upiór w operze). Była premierową wykonawczynią tej partii zarówno na West Endzie w 1986, jak również 2 lata później na Broadwayu.
W 1990 roku Brightman i Lloyd Webber rozstali się.
Wokalistka zdecydowała się rozpocząć karierę solową. W tym celu przeprowadziła się do Los Angeles. Tam usłyszała o niemieckiej grupie muzycznej Gregorian. Zainspirowana sukcesem grupy, wyjechała do Niemiec, by podjąć współpracę z jej producentem, Frankiem Petersonem, później jej partnerem życiowym. Pierwszym albumem Brightman i Petersona był Dive z 1993 roku, którym rozpoczęła proces długiej i owocnej współpracy. Zaśpiewała również w duecie z Andreą Bocellim piosenkę Time to say goodbye.
8 sierpnia 2008 zaśpiewała oficjalną piosenkę Igrzysk Olimpijskich w Pekinie, „You and Me” w duecie z chińskim śpiewakiem Liu Huanem.

## Występy sceniczne

### Musicale i operetki
- 1973 I And Albert (jako Vicky), Piccadilly Theatre, Londyn
- 1981 Cats (jako Jemima), New London Theatre, Londyn
- 1982 Piraci z Penzance (jako Kate)
- 1982 Masquerade (jako Tara Treetops)
- 1982 Nightingale (jako Nightingale), Buxton Festival and the Lyric, Hammersmith
- 1984 Song and Dance (jako Emma), Palace Theatre w Londynie
- 1987 Carousel (jako Carrie Pipperidge)
- 1985 Wesoła wdówka (jako Walentyna)
- 1986 The Phantom of the Opera (jako Christine Daaé), Her Majesty’s Theatre London, 1988 – Broadway
- 1990 Aspects of Love (jako Rose Vibert)
- 2008 Repo! The Genetic Opera (jako Blind Mag)

### Spektakle niemuzyczne
- 1992 Trelawny of the Wells (jako Rose Trelawney)
- 1993 Relative Values (jako Miranda), Chichester Festival and Savoy Theatre
- 1994 Dangerous Obsession (jako Sally Driscoll), Haymarket Theatre, Basingstoke
- 1995 The Innocents (jako Miss Giddens), Haymarket Theatre, Basingstoke

## Dyskografia

### Albumy
| 1988                           | The Trees They Grow So High - Data: 1988 - Wydawca: EMI                          | –  | –  | –  | –  | –  | –  | –  | –  | –  | –  |                                               |
| 1989                           | The Songs That Got Away - Data: 1989 - Wydawca: Really Useful Group Ltd          | –  | –  | –  | –  | –  | –  | –  | –  | 48 | –  |                                               |
| 1990                           | As I Came of Age - Data: 1990 - Wydawca: Polydor                                 | –  | –  | –  | –  | –  | –  | –  | –  | –  | –  |                                               |
| 1993                           | Dive - Data: 20 kwietnia 1993 - Wydawca: A&M Records                             | –  | –  | 24 | –  | –  | –  | –  | –  | –  | –  |                                               |
| 1995                           | Fly - Data: 1995 - Wydawca: East West Records                                    | –  | –  | –  | –  | 16 | 30 | –  | 30 | –  | –  | - DEU: złoto                                  |
| 1997                           | Timeless/Time To Say Goodbye - Data: 2 czerwca 1997 - Wydawca: East West Records | –  | 12 | 2  | 3  | 31 | –  | 38 | 17 | 2  | –  | - DEU: złoto - USA: platyna - SWE: 2x platyna |
| 1999                           | Eden - Data: 20 kwietnia 1999 - Wydawca: Angel Records                           | 65 | 13 | 2  | 6  | 9  | 32 | 34 | 15 | –  | –  | - USA: złoto - SWE: platyna                   |
| 2000                           | La Luna - Data: 25 kwietnia 2000 - Wydawca: East-West, Angel Records             | 17 | 7  | 3  | 8  | 9  | 20 | 17 | 17 | 37 | –  | - USA: złoto - SWE: złoto                     |
| 2003                           | Harem - Data: 13 maja 2003 - Wydawca: Angel Records                              | 29 | 25 | 17 | 36 | 22 | 53 | 27 | 12 | –  | –  | - DEU: złoto                                  |
| 2008                           | Symphony - Data: 28 stycznia 2008 - Wydawca: Manhattan Records                   | 13 | 27 | –  | –  | 10 | 24 | 20 | 21 | 13 | 18 |                                               |
| 2008                           | A Winter Symphony - Data: 4 listopada 2008 - Wydawca: Manhattan Records          | 38 | 35 | 32 | –  | –  | –  | –  | 88 | –  | –  |                                               |
| 2013                           | Dreamchaser                                                                      |    |    |    |    |    |    |    |    |    |    |                                               |
| 2018                           | Hymn                                                                             |    |    |    |    |    |    |    |    |    |    |                                               |
| „–” pozycja nie była notowana. |                                                                                  |    |    |    |    |    |    |    |    |    |    |                                               |

### Kompilacje
| 1992                           | Sarah Brightman Sings the Music of Andrew Lloyd Webber - Data: 1992 - Wydawca: Polydor/Really Useful Records | –   | –  | –  | –  | –  | –  | –  | –  | –  |              |
| 1995                           | Surrender - Data: 30 października 1995 - Wydawca: Polydor                                                    | –   | –  | –  | –  | –  | –  | –  | –  | –  |              |
| 1997                           | The Andrew Lloyd Webber Collection - Data: 8 grudnia 1997 - Wydawca: Polydor/Really Useful Records           | 110 | –  | 1  | 20 | –  | –  | –  | –  | –  | - USA: złoto |
| 2001                           | The Very Best of 1990–2000 - Data: 28 maja 2001 - Wydawca: EastWest                                          | –   | 18 | 9  | –  | 49 | –  | 8  | 64 | –  |              |
| 2001                           | Classics - Data: 20 listopada 2001 - Wydawca: Angel Records                                                  | 66  | –  | –  | –  | –  | –  | –  | –  | –  | - USA: złoto |
| 2002                           | Encore - Data: 23 kwietnia 2002 - Wydawca: Decca Broadway                                                    | 124 | –  | –  | –  | –  | –  | –  | –  | –  |              |
| 2003                           | The Harem Tour CD - Data: 2003 - Wydawca: –                                                                  | –   | –  | –  | –  | –  | –  | –  | –  | –  |              |
| 2005                           | Love Changes Everything - Data: 2005 - Wydawca: Really Useful Records/Decca Broadway                         | –   | –  | –  | –  | –  | –  | –  | –  | –  |              |
| 2006                           | Classics: The Best of Sarah Brightman - Data: 2 października 2006 - Wydawca: EMI Classics                    | –   | –  | 15 | 29 | –  | 66 | 51 | 98 | 38 |              |
| 2006                           | Diva: The Singles Collection - Data: 3 października 2006 - Wydawca: Manhattan Records                        | 100 | –  | –  | –  | –  | –  | –  | –  | –  |              |
| 2009                           | Amalfi – Sarah Brightman Love Songs - Data: 8 lipca 2009 - Wydawca: EMI Music Japan                          | –   | –  | –  | –  | –  | –  | –  | –  | –  |              |
| 2009                           | Bella Voce - Data: 15 września 2009 - Wydawca: Green Hill, EMI                                               | –   | –  | –  | –  | –  | –  | –  | –  | –  |              |
| „–” pozycja nie była notowana. | |     |    |    |    |    |    |    |    |    |              |

## Filmografia
- 1983 Song and Dance (jako Emma)
- 1985 Requiem (jako Soprano)
- 1995 The Music of Andrew Lloyd Webber (jako ona sama)
- 1997 A Gala Christmas in Vienna (jako ona sama)
- 1998 Sarah Brightman In Concert (jako ona sama)
- 1998 One Night In Eden (jako ona sama)
- 1998 Andrew Lloyd Webber: The Royal Albert Hall Celebration (jako ona sama)
- 2000 Rosamunde Pilcher – Zeit der Erkenntnis (jako ona sama)
- 2001 Sarah Brightman: La Luna: Live In Concert (jako ona sama)
- 2003 Harem: A Desert Fantasy (jako ona sama)
- 2004 Live From Las Vegas (jako ona sama)
- 2007 Diva The Videos Collection
- 2008 Symphony Live In Vienna  (jako ona sama)
- 2008 Winter Symphony (jako ona sama)
- 2008 Repo! The Genetic Opera (jako Blind Mag)
- 2010 First Night (jako Celia)